# Лунатики: Історія кохання
«Лунатики: Історія кохання» («Сновиди: Історія кохання», англ. Lunatics: A Love Story) — американський комедійний фільм Джоша Бекера, що вийшов 1991 року.

## Сюжет
Хенк не виходить зі своєї квартири в бандитському районі Лос-Анжелесі вже шість місяців. Його переслідують галюцинації жорстоких лікарів, реперів та велетенських павуків. Водночас дівчину, яку звати Ненсі кидає бойфренд, забравши її останні гроші, і вона залишається одна в чужому місті. З готелю Ненсі виганяють, а на вулиці вона ледве не стає жертвою хуліганів. Їй вдається підстрелити одного з них і тепер дівчину розшукує уся банда. Вона заходить до телефонної будки, щоб подзвонити бабусі, і довідується, що та померла. Що робити далі — незрозуміло. Аж раптом у цей же автомат телефонує навмання Хенк, котрий страждає від самітності, та запрошує Ненсі до себе додому. Так у будинку 1241 по вулиці Надії розпочалася історія кохання, яка закінчилася їх сумісною поїздкою у Мічиган на весілля брата Хенка.

## Музика
- «Strangers in the Night»

Музика: Берт Кампферт
Текст: Чарльз Сінглтон, Едді Снайдер
Надано: Champion Music
Виконує: Майкл Діс
- «The Reynolds Rap»

Музика: Джозеф ЛоДюка
Текст: Джош Беккер
Надано: JoDu Publishing, ASCAP
Виконує: Detroit's Most Wanted